# Heliomaster furcifer
El colibrí de barbijo, (Heliomaster furcifer), también denominado picaflor de barbijo (en Argentina, Paraguay y Uruguay), picaflor garganta rojiza (en Uruguay), picudo buchiazul, colibrí estrella de pecho azul, colibrí de pecho azul o heliomáster barbado, es una especie de ave apodiforme de la familia Trochilidae —los colibríes— perteneciente al género Heliomaster. Es nativo del centro sur de América del Sur.

## Distribución y hábitat
Se distribuye en el centro y este de Bolivia (desde Cochabamba y Tarija), Paraguay, centro sur y sur de Brasil (Mato Grosso, Goiás y Minas Gerais hasta Río Grande del Sur) hacia el sur hasta el norte y centro de Argentina (al sur hasta Catamarca, Córdoba y norte de Buenos Aires) y Uruguay. Registros apaentemente anóomalos en el extremo oriental de Colombia (Leticia), noreste de Ecuador (este de Napo) y Acre (extremo oeste de Brasil).
Esta especie es considerada de rara a localmente bastante común en sus hábitats naturales: las sabanas o cerrados, matorrales y en los bordes de los bosques. Aparentemente realiza algún tipo de movimiento migratorio y los registros tan fuera del área de distribución normal probablemente se refieran a individuos migrantes. También se ha sugerido que los registros de la parte norte del área de distribución en el sur y este de Brasil (en los estados de São Paulo, Distrito Federal, Goiás, Minas Gerais y Mato Grosso) son también en gran parte de migrantes no reproductivas.

## Descripción
Mide 13 cm de longitud. Presenta dimorfismo sexual. El pico es largo, curvo y negro. El plumaje del dorso es verde bronceado brillante; la corona verde iridiscente azulado; la garganta es color lila iridiscente; el pecho, el vientre y mechones a los lados de la nuca, son de color azul iridiscente. Las hembras tienen las partes superiores verde bronceado; una banda blanca entre los ojos y el pico; y la garganta, el pecho y el vientre blancuzcos con matices grisáceos brillantes y puntos verdes.

## Sistemática

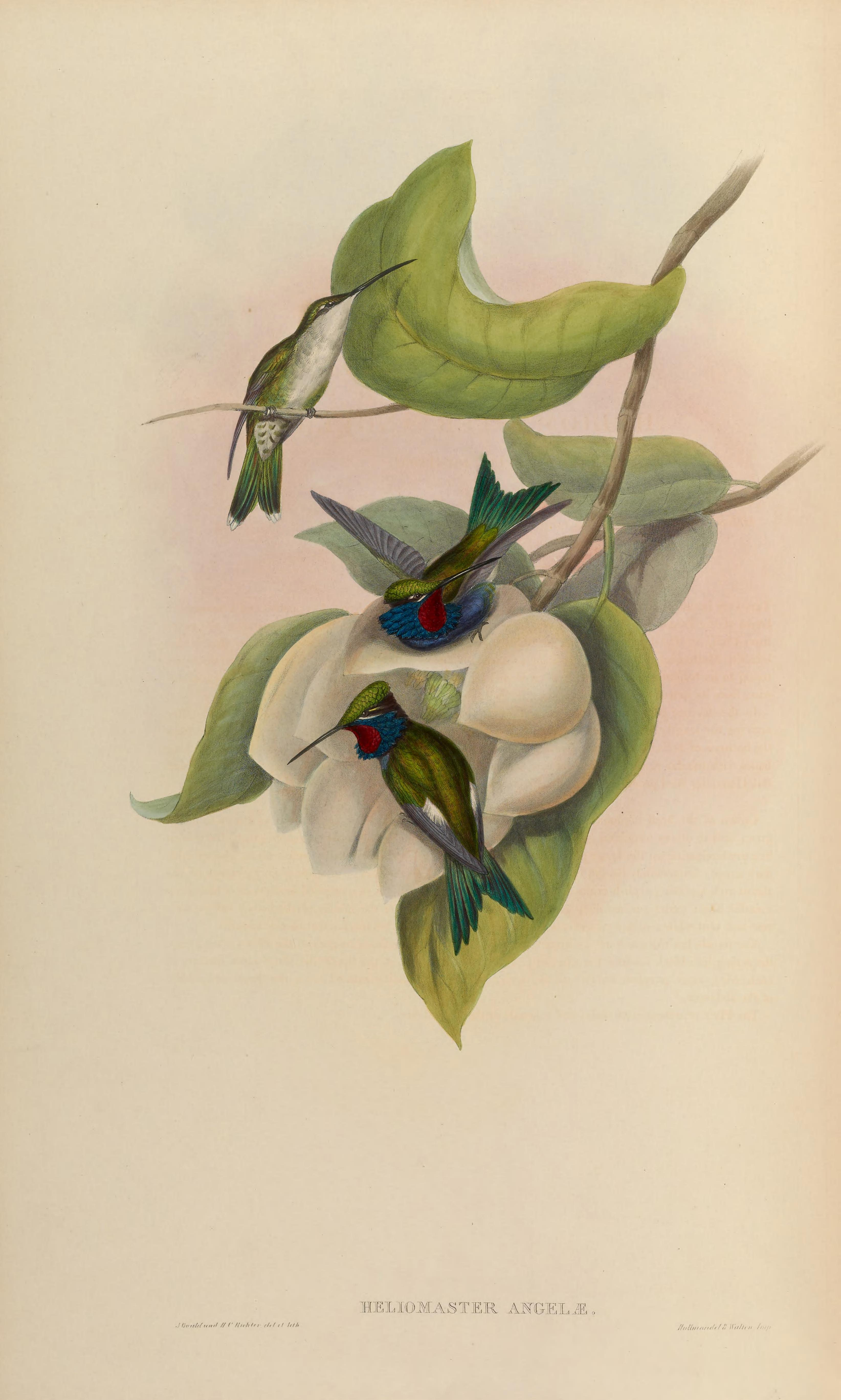
Heliomaster angelae sinónimo de Heliomaster furcifer, ilustración de Gould y Richter en A monograph of the Trochilidae, or family of humming-birds 4, 1861.

### Descripción original
La especie H. furcifer fue descrita por primera vez por el naturalista británico George Kearsley Shaw en 1812 bajo el nombre científico Trochilus furcifer; su localidad tipo es: «Paraguay».

### Etimología
El nombre genérico masculino «Heliomaster» se compone de las palabras del griego «hēlios» que significa ‘sol’, y «mastēr» que significa ‘buscador’; y el nombre de la especie «furcifer», en latín significa ‘que lleva una horquilla’.

### Taxonomía
Anteriormente aislada como la única especie del género Heliomaster con base en la cola ahorquillada, las rectrices puntiagudas y los detalles de la morfología del pico; las tres especies restantes se colocaron en los géneros Anthoscenus y Lepidolarynx; los rasgos distintivos, sin embargo, varían en un continuo entre esta especie y H. constantii y H. longirostris, con H. squamosus ocupando una posición intermedia, y el tratamiento de las cuatro como congéneres ahora generalmente aceptado. Es monotípica.